# برايان سوليفان
برايان سوليفان (بالإنجليزية: Brian Sullivan)‏ هو سياسي أمريكي، ولد في 28 مارس 1958 في بوتي في الولايات المتحدة. حزبياً، نشط في الحزب الديمقراطي. وقد انتخب عضو مجلس نواب واشنطن.